# Proisotoma bayouensis
Proisotoma bayouensis är en urinsektsart som beskrevs av Mills 1931. Proisotoma bayouensis ingår i släktet Proisotoma och familjen Isotomidae. Inga underarter finns listade i Catalogue of Life.